# Raymond Poisson
Raymond Poisson (Sain-Jean-Baptiste, Canadá, 30 de abril de 1958) es un prelado canadiense, actualmente es el obispo de la diócesis de Saint-Jérôme-Mont-Laurier desde el 1 de junio de 2022. Es presidente de la Conferencia de Obispos Católicos de Canadá desde septiembre de 2021.

## Vida y Educación
Raymond Poisson nació en la ciudad de Saint-Jérôme-Mont-Laurier, estudió Ciencias de la Administración desde 1976 a 1978 en el André-Grasset College de Montreal y obtuvo su doctorado en Educación Superior. Luego obtuvo una licenciatura en teología y una maestría en artes en 1983 en la Universidad de Montreal, luego un doctorado en teología fundamental con summa cum laude en 1989, tiene la especialidad en eclesiología, en la Pontificia Universidad Gregoriana de Roma.

## Ordenación Sacerdotal
Ordenado diácono el 22 de mayo de 1983, fue ordenado sacerdote en la Basílica de Notre-Dame-du-Sacré-Coeur en Brossard, Quebec el 9 de diciembre de 1983 por Bernard Hubert, obispo de Saint-Jean-Longueuil..
Sacerdote, fue responsable de la comunidad cristiana de Notre-Dame-de-l'Espérance en Brossard de 1984 a 1987. Luego fue enviado a Roma para realizar estudios de posgrado. A su regreso en 1989, fue secretario privado de Bernard Hubert, obispo de Saint-Jean–Longueuil hasta 1996. También fue párroco de la parroquia de Saint-Georges de Longueuil de 1990 a 1995, así como secretario ejecutivo y vicedirector de varios organismos diocesanos.
Luego fue párroco de la parroquia concatedral de Saint-Antoine-de-Padoue en Longueuil hasta 2007, fue rector de la basílica de Sainte-Anne de Varennes desde 20073 y párroco de las parroquias de Sainte-Anne de Varennes, Saint -François-Xavier de Verchères, Sainte-Trinité de Contrecœur, Saint-Laurent-de-Fleuve y Sainte-Théodosie de Calixa Lavallée. Es también responsable del Santuario Nacional Sainte-Marguerite-d'Youville, tesorero de la obra diocesana de vocaciones, miembro del Consejo Regional de Parroquias, miembro del comité especial para las finanzas diocesanas, miembro del comité de estudio de la Asamblea de Católicos obispos de Quebec sobre el futuro del patrimonio religioso y portavoz sobre la cuestión de la Asamblea de obispos católicos de Quebec de 2005 a 2007, y capellán nacional en la asociación canadiense de la Orden de Malta.

## Ordenación Episcopal
El 1 de mayo del 2012 fue nombrado obispo titular de Gegi y obispo auxiliar de la diócesis de Saint-Jérôme-Mont-Laurier, que cuenta con 35 parroquias para 407.112 católicos. Recibió la consagración episcopal de manos de Pierre Morissette el 15 de junio del mencionado año.
El 8 de septiembre del 2015 fue nombrado obispo diocesano en Joliette. Regresó a Saint-Jérôme, el 18 de mayo del 2018, cuando el papa Francisco lo nombró obispo coadjutor de la diócesis. Sucede a Pierre Morissette en la sede episcopal el 21 de mayo de 2019.